# Kōnstantinos Tsiklītīras
Kōnstantinos Tsiklītīras (in greco Κωνσταντίνος Τσικλητήρας?; Navarino, 30 ottobre 1888 – Atene, 10 febbraio 1913) è stato un lunghista e altista greco, vincitore di quattro medaglie ai Giochi olimpici.

## Carriera
Finita l'egemonia di Ray Ewry, alle cui spalle fu due volte 2º a Londra 1908, fu lui l'ultimo atleta ad aggiudicarsi l'oro nel salto in lungo da fermo ai Giochi olimpici, prima che la specialità fosse definitivamente abolita dal programma olimpico.

## Palmarès
| Anno | Manifestazione | Sede      | Evento                  | Risultato | Misura | Note |
| ---- | -------------- | --------- | ----------------------- | --------- | ------ | ---- |
| 1908 | Olimpiadi      | Londra    | Salto in alto da fermo  | Argento   |        |      |
| 1908 | Olimpiadi      | Londra    | Salto in lungo da fermo | Argento   |        |      |
| 1912 | Olimpiadi      | Stoccolma | Salto in lungo da fermo | Oro       |        |      |
| 1912 | Olimpiadi      | Stoccolma | Salto in alto da fermo  | Bronzo    |        |      |